# Гусине (община)
Община Гусине е най-новата община в Черна гора.
Формирана е през 2014 г., след местен референдум, като се отделя от община Плав. Административният център на общината е град Гусине.

## Население
Общината има 4027 жители. Нейният етнически състав включва: 1717 бошняци (42,64 %), 1642 албанци (клименти) (40,77 %), 379 мюсюлмани (9,41 %), 147 сърби (3,65 %), 91 черногорци (2,26 %) и 51 други и непосочили народност.